# Układ amfiteatralny
Układ amfiteatralny – układ wielopiętrowy miejsc na widowni. Stosowany w salach widowiskowych, stadionach, audytoriach.